# Bruno Scarpellini
Bruno Scarpellini é um médico epidemiologista, infectologista e mestre em saúde pública brasileiro, considerado um dos maiores epidemiologistas do país. Ganhou notoriedade durante a pandemia de COVID-19.

## Biografia
Graduado em medicina pela Escola de Medicina Souza Marques, possui pós-graduação em Clínica Médica pela Santa Casa de Misericórdia. Concluiu residencia em Infectologia pelo Instituto Nacional de Infectologia (INI/Fiocruz).

## Novo coronavírus (SARS-CoV-2)
Em 27 fevereiro de 2020, no programa Balanço Geral, afirmou que o novo coronavírus é semelhante ao coronavírus SARS, e que para 80 por cento dos casos seria uma gripe fraca (ou resfriado).
Em 13 março de 2020, no Balanço Geral explicou a diferença entre isolamento social e quarentena, do qual afirmou que quarentena é uma medida de vigilância de saúde sanitária de maior controle.
Em abril de 2020, durante a pandemia de COVID-19 no Brasil defendeu o distanciamento social com o objetivo de achatar a curva. Segundo Scarpellini, uma forma efetiva de mostrar a gravidade da infecção no Brasil seria divulgar o estado de ocupação de leitos hospitalares em todo o país.